# Operacja strukturalna
Operacja strukturalna – rodzaj operacji otwartego rynku stosowanych przez bank centralny w polityce pieniężnej, wykorzystywany w celu osiągnięcia długoterminowej zmiany struktury płynności w sektorze bankowym.
W Polsce Narodowy Bank Polski może przeprowadzić następujące operacje strukturalne: emisję obligacji, zakup oraz sprzedaż papierów wartościowych na rynku wtórnym.